# Лауман, Даниэле
Даниэле Лауман (англ. Daniele Laumann; род. 8 июля 1961, Торонто) — канадская гребчиха, выступавшая за сборную Канады по академической гребле в 1980-х годах. Бронзовая призёрка летних Олимпийских игр в Лос-Анджелесе, победительница и призёрка регат национального значения.

## Биография
Даниэле Лауман родилась 8 июля 1961 года в городе Торонто провинции Онтарио, Канада. Заниматься академической греблей начала во время учёбы в старшей школе, позже проходила подготовку Миссиссоге в местном гребном клубе Don Rowing Club. Тренировалась вместе со своей младшей сестрой Силкен Лауман, которая впоследствии стала ещё более успешной гребчихой.
Впервые заявила о себе гребле в 1979 году, выиграв серебряную медаль в парных одиночках в зачёте канадского национального первенства.
Рассматривалась в качестве кандидатки на участие в летних Олимпийских играх 1980 года в Москве, однако Канада вместе с несколькими другими западными странами бойкотировала эти соревнования по политическим причинам.
В 1981 году одержала победу на чемпионате Канады по академической греблей, тогда как в следующем сезоне вновь была второй.
Стартовала в парных рулевых четвёрках на чемпионате мира 1983 года в Дуйсбурге, но сумела квалифицироваться здесь лишь в утешительный финал B и расположилась в итоговом протоколе соревнований на восьмой строке. При этом в той же дисциплине выиграла золотую медаль на чемпионате Соединённых Штатов.
Благодаря череде удачных выступлений удостоилась права защищать честь страны на Олимпийских играх 1984 года в Лос-Анджелесе — вместе со своей сестрой Силкен финишировала в программе парных двоек на третьей позиции позади экипажей из Румынии и Нидерландов — тем самым завоевала бронзовую олимпийскую медаль.
Сразу по окончании лос-анджелесской Олимпиады Даниэле Лауман приняла решение завершить спортивную карьеру. Позже она всё же вернулась в академическую греблю, в частности в 1987 и 1988 годах выигрывала золотые медали на Королевской регате Хенли.
За выдающиеся спортивные достижения была введена в Зал славы спорта Миссиссоги.
Приходится свояченицей известному канадскому гребцу Джону Уоллесу, чемпиону Олимпийских игр 1992 года в Барселоне.